# Roentgen (album)
Roentgen är den japanska musikern Hydes debutalbum, utgivet 2002 under Haunted Records.
roentgen.ENGLISH släpptes 2004 och innehöll engelska versioner av alla låtar, samt akustiska versioner av "Evergreen", "Angel's Tale" och "Shallow Sleep".
"Evergreen", "Angel's Tale" och "Shallow Sleep" släpptes som singlar, i denna ordning. "The Cape of Storms" användes som soundtrack i filmen Kagen no Tsuki och "Shallow Sleep" i filmen Kewaishi. Musikvideor till "Evergreen", "Angel's Tale", "Shallow Sleep" och "Secret Letters" släpptes på en DVD kallad ROENTGEN STORIES under 2004. Även "The Cape of Storms" har en musikvideo, men denna gjordes senare.

## Låtlista
Samtliga låtar skrivna av Hyde.
1. "Unexpected"
2. "White Song"
3. "Evergreen"
4. "Oasis"
5. "A Drop of Colour"
6. "Shallow Sleep"
7. "New Day's Dawn"
8. "Angel's Tale"
9. "The Cape of Storms"
10. "Secret Letters"